# Cesare Dell'Acqua

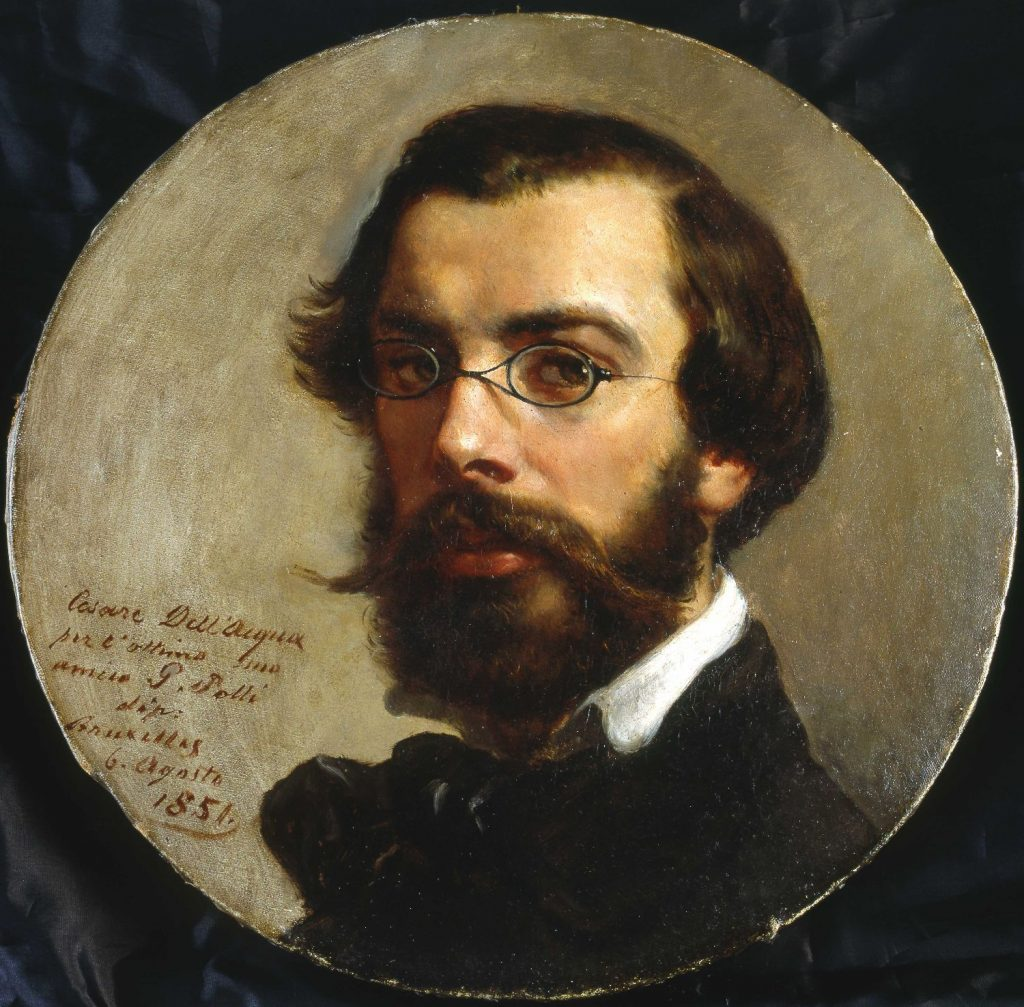
Självporträtt, 1851.

Cesare Dell'Acqua, född 1821 i närheten av Trieste, död 1905 i Ixelles, var en italiensk målare. 
Dell'Acqua utbildade sig i Bryssel under Louis Gallait till en framstående konstnär i den historiska genren och porträttet. Bland hans större arbeten kan nämnas dem, med vilka han 1858-1866 prydde en av salarna på Miramare och vilka visar händelser ur ortens historia.